# Falcitettix tuvensis
Falcitettix tuvensis är en insektsart som beskrevs av Vilbaste 1980. Falcitettix tuvensis ingår i släktet Falcitettix och familjen dvärgstritar. Inga underarter finns listade i Catalogue of Life.